# مجاز صفاء
مجاز صفاء (به عربی: مجاز الصفاء) یک شهرداری در الجزایر است که در استان قالمه واقع شده‌است.
 مجاز صفاء  ۷٬۵۶۱ نفر جمعیت دارد.